# Monobia eremma
Monobia eremma är en stekelart som beskrevs av Abraham Willink 1982.
Monobia eremma ingår i släktet Monobia och familjen Eumenidae. Inga underarter finns listade i Catalogue of Life.